# Chitonotus pugetensis
Chitonotus pugetensis is een straalvinnige vissensoort uit de familie van donderpadden (Cottidae). De wetenschappelijke naam van de soort is voor het eerst geldig gepubliceerd in 1876 door Franz Steindachner. Hij gaf aan de soort de naam Artedius pugetensis naar de vindplaats Puget Sound. De soort komt voor in de oostelijke Stille Oceaan van Brits-Columbia tot Neder-Californië.